# Municipio de Lomma
El municipio de Lomma (en sueco: Lomma kommun) es un municipio de Escania, la provincia más austral de Suecia. Su sede se encuentra en la ciudad de Lomma. El municipio actual fue creado a través de la fusión de la ciudad comercial de Lomma y el municipio rural Flädie, que tuvo lugar en 1963, entre las dos reformas de 1952 y 1971.
Limita con los municipios de Kävlingeån y Kävlinge al norte, Lund y Staffanstorp en el este y con Burlöv al sur, al oeste se encuentra el estrecho de Sund.

## Localidades
Hay tres áreas urbanas (tätort) en el municipio:
| # | Tätort  | Población |
| - | ------- | --------- |
| 1 | Lomma   | 12,368    |
| 2 | Bjärred | 9,844     |
| 3 | Flädie  | 231       |

Cabe destacar también Alnarp, donde se encuentra uno de los principales campus de la Universidad de Ciencias Agrícolas de Suecia.